# 周锡瓒
周錫瓚（1742年—1819年），原名贊，字仲漣，號香巖、漪塘，江蘇蘇州府長洲縣人，清朝藏書家。

## 生平
乾隆三十年（1765年）乙酉科江南鄉試副榜。好藏書，段玉裁稱其“藏書最富，其於古板今刻源流變易，剖析娓娓可聽”，齋室名“水月亭”、“漱六樓”、“香巖書屋”。晚年家道中落，藏書陸續出售，被上海藏書家郁松年購去。嘉慶二十四年（1819年）卒。

## 家族
子周世敬，號研六。